# Grand Prix de l'industrie et de l'artisanat de Larciano 2019
Le Grand Prix de l'industrie et de l'artisanat de Larciano 2019 est la 42e édition de cette course cycliste masculine sur route. Il a eu lieu le 9 mars 2019 autour de Larciano, dans la province de Pistoia, en Italie. Il fait partie du calendrier UCI Europe Tour 2019 en catégorie 1.HC et de la Coupe d'Italie de cyclisme sur route 2019.

## Présentation
Ce Grand Prix de l'industrie et de l'artisanat de Larciano est la 42e édition de cette course cycliste masculine sur route, organisée par l''Unione ciclistica larcianese, en collaboration avec le GS Emilia.

## Équipes
| WorldTeams (7)- Mitchelton-Scott - Katusha-Alpecin - EF Education First - Movistar Team - Groupama-FDJ - Bora-hansgrohe - UAE Team Emirates Équipes continentales professionnelles (11)- Androni Giocattoli-Sidermec - Neri Sottoli-Selle Italia-KTM - Nippo Vini Fantini Faizanè - Bardiani CSF - Gazprom-RusVelo - Caja Rural-Seguros RGA - Team Novo Nordisk - Delko-Marseille Provence - Israel Cycling Academy - Arkéa-Samsic - Riwal Readynez Équipes continentales (6)- Biesse Carrera Gavardo - Giotti Victoria-Palomar - Team Colpack - Petroli Firenze-Maserati-Hopplà - Dimension Data for Qhubeka - Sangemini-Trevigiani-MG.Kvis Équipe nationale- Italie |
| |

## Classements

### Classement final
| \| Classement général \| Classement général \| Classement général \| Classement général \| Classement général \| \| Coureur \| Coureur \| Pays \| Équipe \| Temps \| \| ------------------ \| --------------------- \| ------------------ \| ------------------------------------ \| ------------------ \| \| 1er \| Maximilian Schachmann \| Allemagne \| Bora-Hansgrohe \| 4 h 40 min 01 s \| \| 2e \| Mattia Cattaneo \| Italie \| Androni Giocattoli-Sidermec \| + 0 s \| \| 3e \| Andrea Vendrame \| Italie \| Androni Giocattoli-Sidermec \| + 14 s \| \| 4e \| Paolo Totò \| Italie \| U.C. Trevigiani Energiapura Marchiol \| + 14 s \| \| 5e \| Davide Villella \| Italie \| Astana \| + 14 s \| \| 6e \| Giovanni Visconti \| Italie \| Neri Sottoli-Selle Italia-KTM \| + 14 s \| \| 7e \| Evgeny Shalunov \| Russie \| Gazprom-RusVelo \| + 14 s \| \| 8e \| Matteo Montaguti \| Italie \| Androni Giocattoli-Sidermec \| + 14 s \| \| 9e \| Eduard Prades \| Espagne \| Movistar Team \| + 14 s \| \| 10e \| Lucas Eriksson \| Suède \| Riwal Readynez \| + 14 s \| |                       |           |                                      |                 |
| |                       |           |                                      |                 |
| Source : ProCyclingStats |                       |           |                                      |                 |
| Classement général |                       |           |                                      |                 |
| Coureur | Coureur               | Pays      | Équipe                               | Temps           |
| 1er | Maximilian Schachmann | Allemagne | Bora-Hansgrohe                       | 4 h 40 min 01 s |
| 2e | Mattia Cattaneo       | Italie    | Androni Giocattoli-Sidermec          | + 0 s           |
| 3e | Andrea Vendrame       | Italie    | Androni Giocattoli-Sidermec          | + 14 s          |
| 4e | Paolo Totò            | Italie    | U.C. Trevigiani Energiapura Marchiol | + 14 s          |
| 5e | Davide Villella       | Italie    | Astana                               | + 14 s          |
| 6e | Giovanni Visconti     | Italie    | Neri Sottoli-Selle Italia-KTM        | + 14 s          |
| 7e | Evgeny Shalunov       | Russie    | Gazprom-RusVelo                      | + 14 s          |
| 8e | Matteo Montaguti      | Italie    | Androni Giocattoli-Sidermec          | + 14 s          |
| 9e | Eduard Prades         | Espagne   | Movistar Team                        | + 14 s          |
| 10e | Lucas Eriksson        | Suède     | Riwal Readynez                       | + 14 s          |

### UCI Europe Tour
La course attribue aux coureurs le même nombre de points pour l'UCI Europe Tour 2019 et le Classement mondial UCI.
| Position           | 1er | 2e  | 3e  | 4e  | 5e | 6e | 7e | 8e | 9e | 10e | 11e | 12e | 13e | 14e | 15e | 16e à 30e | 31e à 40e |
| Classement général | 200 | 150 | 125 | 100 | 85 | 70 | 60 | 50 | 40 | 35  | 30  | 25  | 20  | 15  | 10  | 5         | 3         |